# 邓荫南墓及兴中会坟场
23°8′8.16″N 113°17′10.72″E / 23.1356000°N 113.2863111°E
兴中会坟场位于中国广东省广州市先烈南路25号（区庄立交西南角青龙坊），占地约3200平方米。与邓荫南墓相邻。1983年，邓荫南墓及兴中会坟场列为广州市文物保护单位。墓园葬有兴中会会员潘嘉、甄壁、甄吉庭、黄璧华、黄隆生及夫人、黄桂月、宋少东、宋绍殷、宋居仁、林海山及妻郑氏、林永伦及妻何氏等。坟场由兴中会会员钟荣光、陈少白等人发起。于1923年10月由孙中山令广东省省长在广州市建立。
2011年时值辛亥革命百年纪念，广州市政府等机关将庚戌新军起义烈士墓、兴中会坟场、广东咨议局旧址三处辛亥革命系列旧址一同进行整饰。現時進入興中會墳場需在鄧上將蔭南紀念碑前的入口進入（執信中學斜對面）。

## 墓葬

興中會墳場大門
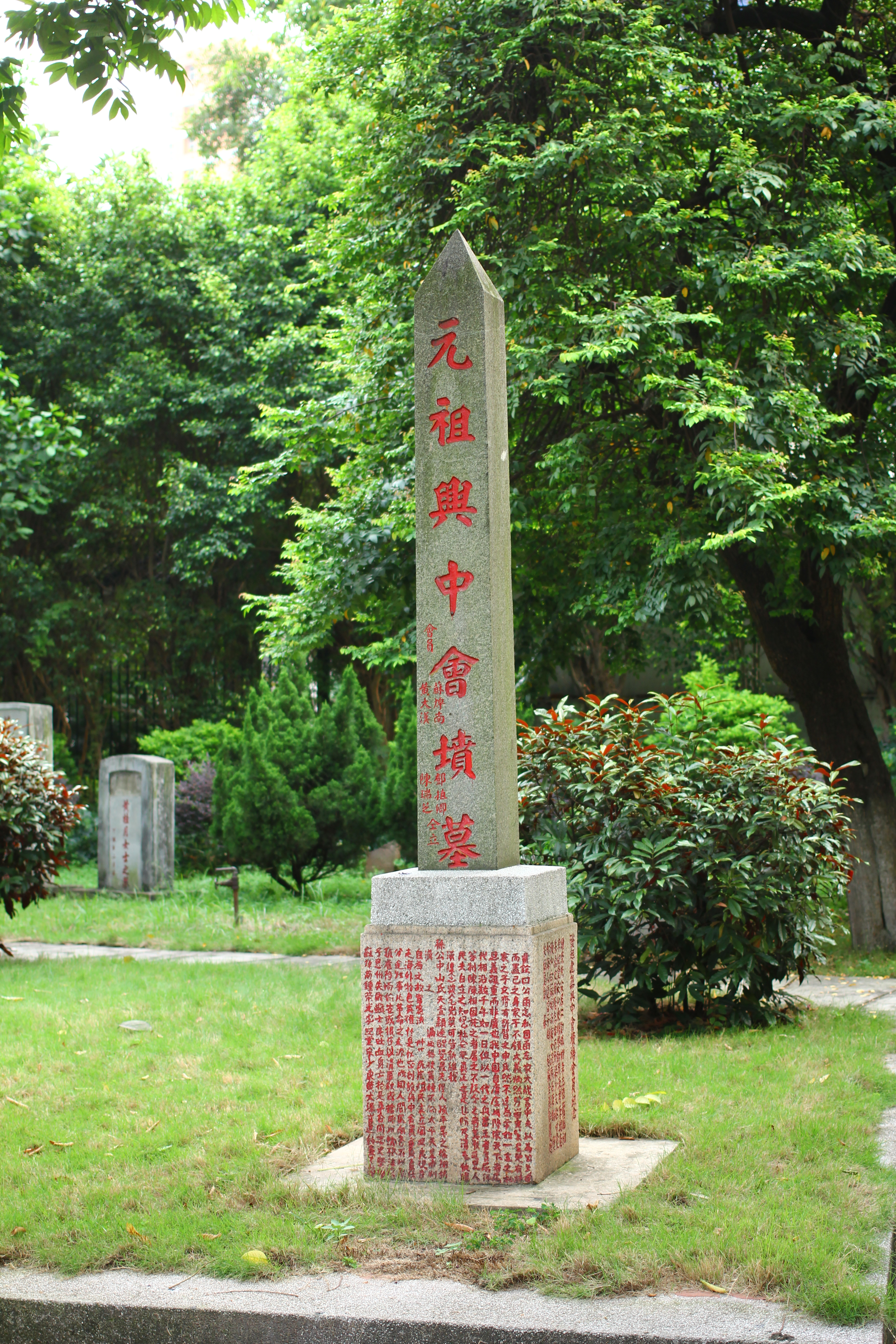
元祖興中會墳墓
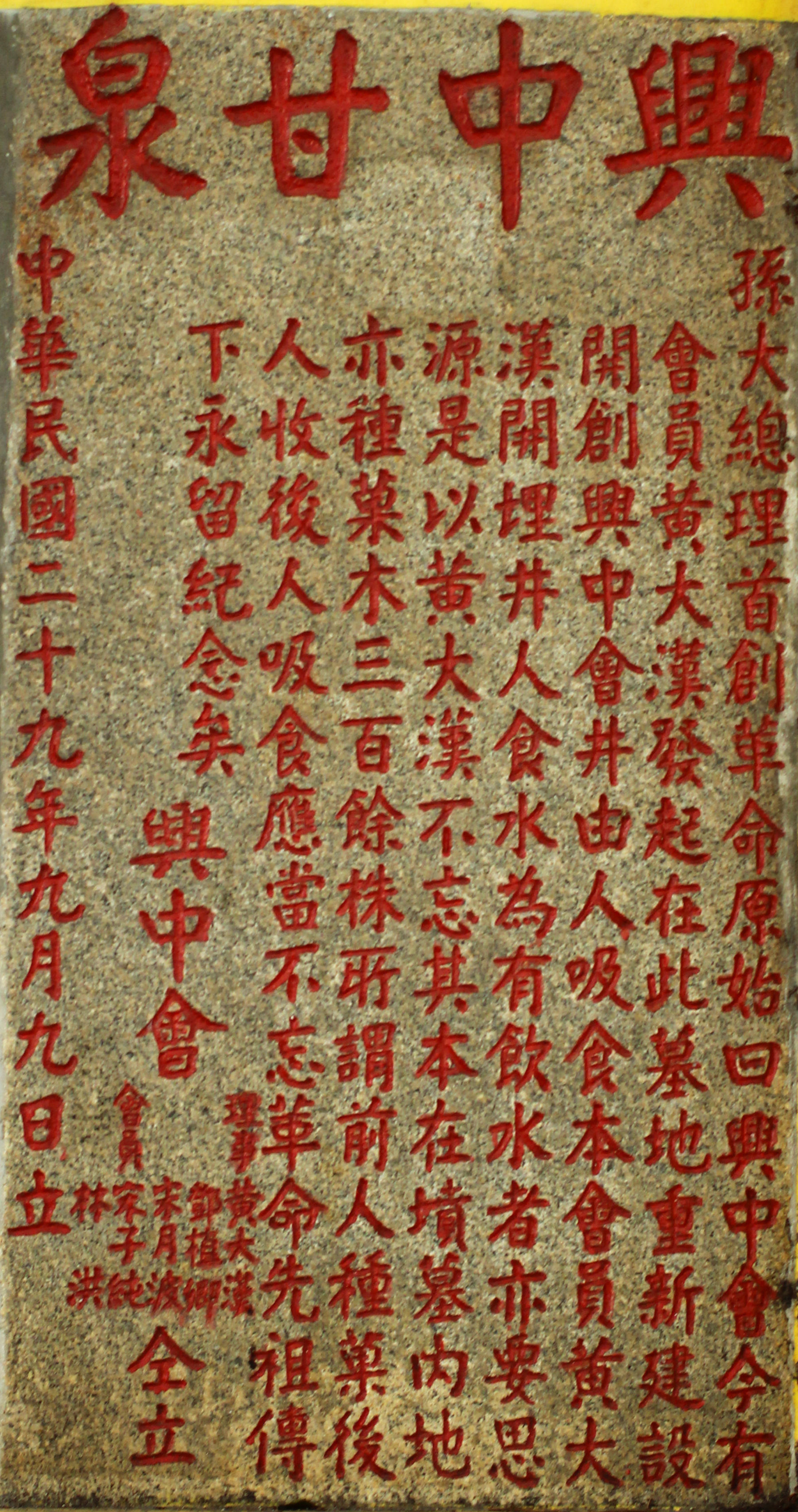
興中會墳場興中甘泉碑
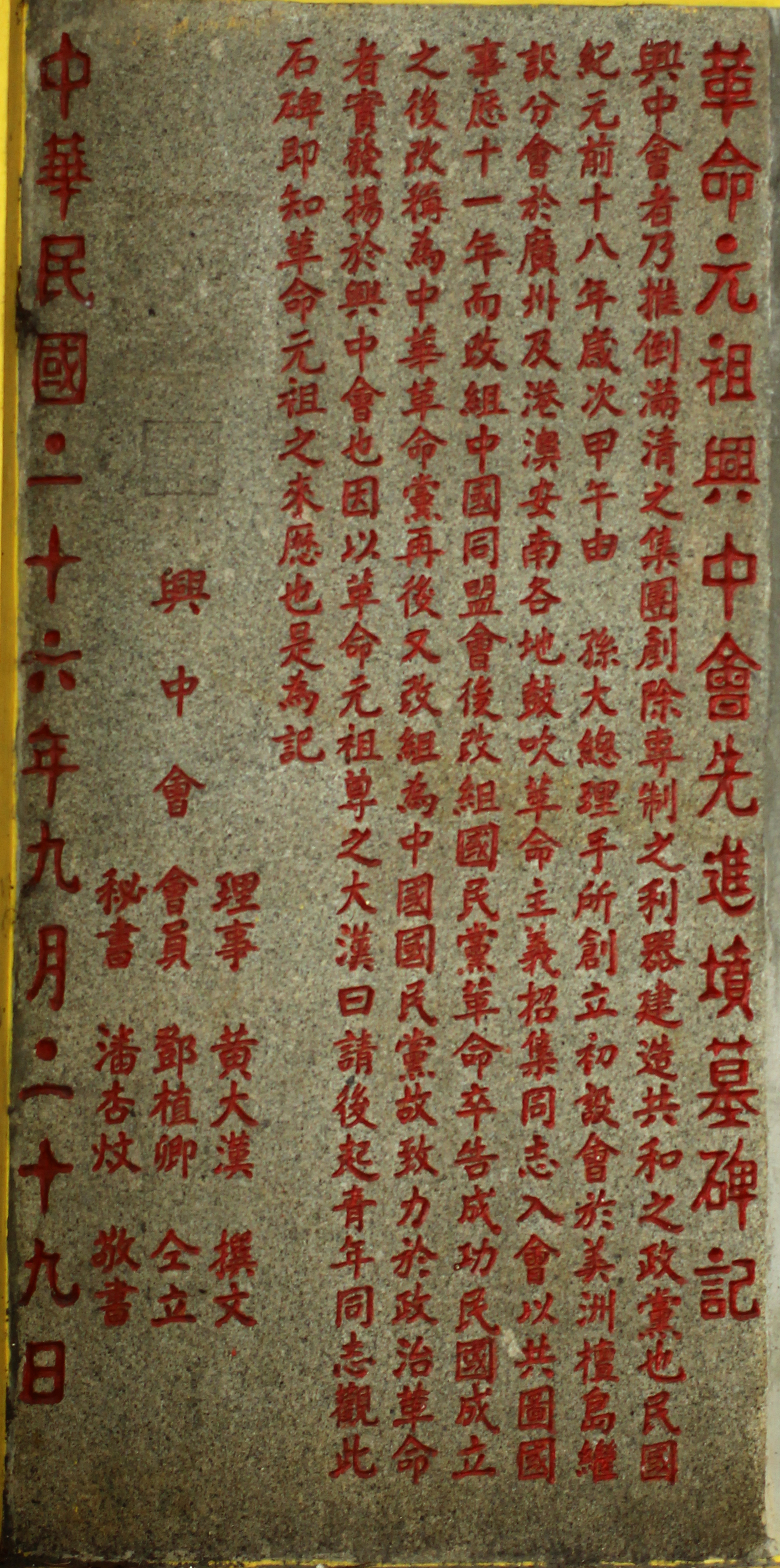
興中會墳場革命元祖興中會先進墳墓碑記
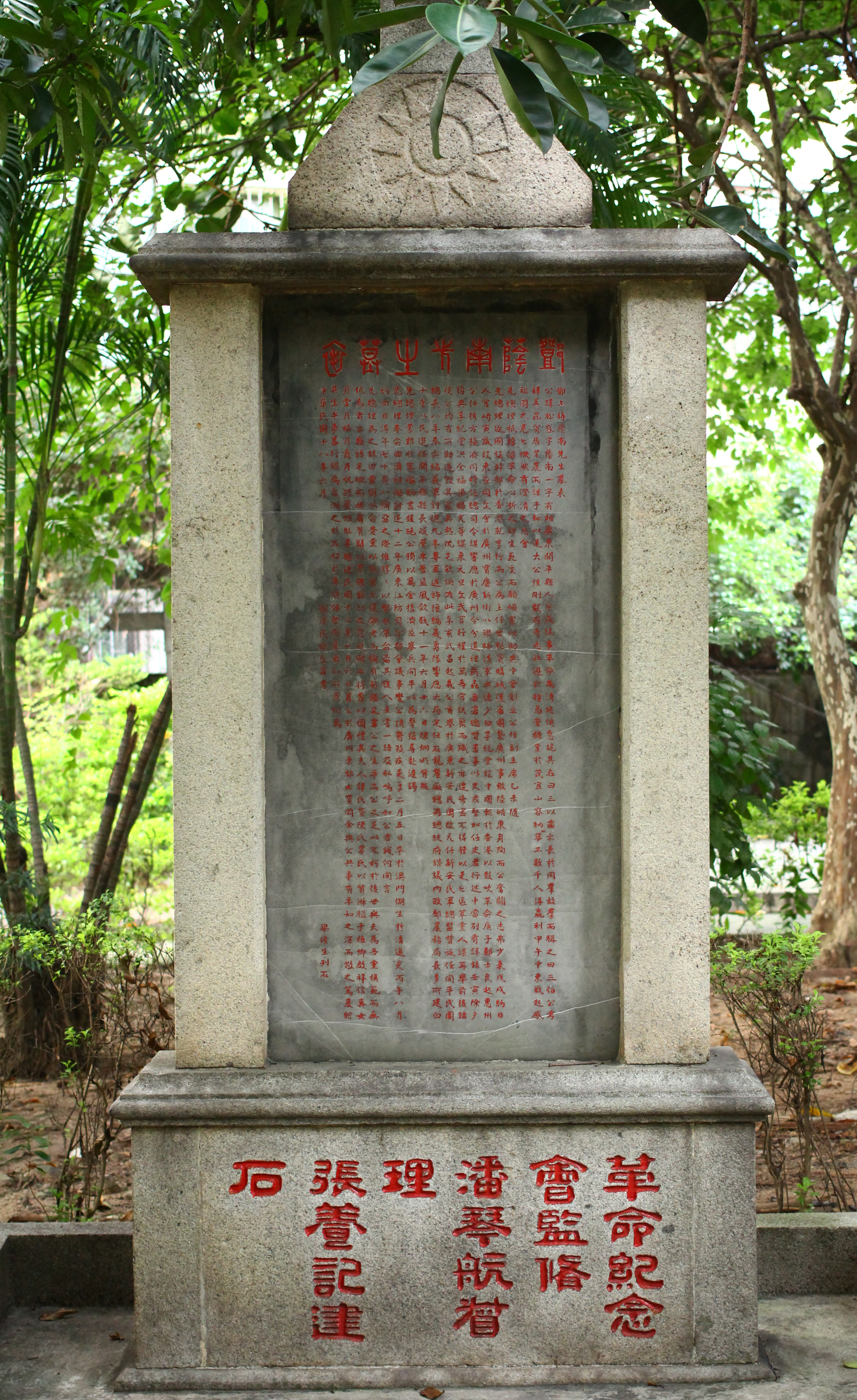
鄧上將蔭南先生墓表